# شنكل (عفرين)
شنكل  قرية سوريّة تتبع إداريّاً لمحافظة حلب منطقة عفرين ناحية راجو، بلغ تعداد سكانها 263 نسمة حسب التعداد السكاني لعام 2004.